# Judo-Europameisterschaften 2017

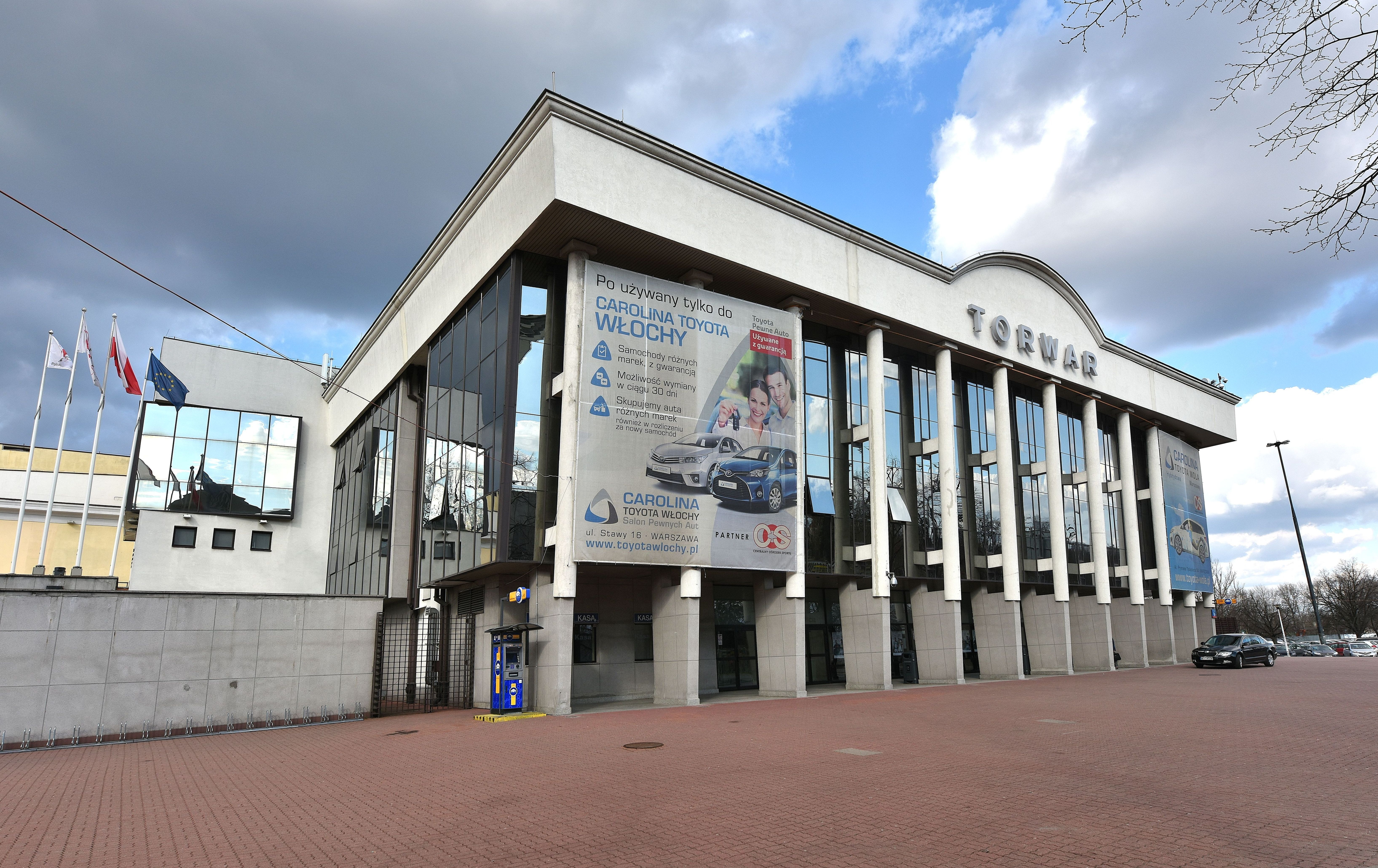
Veranstaltungsort Torwar-Halle

Die Judo-Europameisterschaften 2017 fanden zwischen dem 20. und dem 23. April 2017 in der Torwar-Halle in der polnischen Hauptstadt Warschau statt. Es war das dritte Mal nach 1994 und 2000, dass die veranstaltende Europäische Judo-Union eine EM nach Polen vergab. Insgesamt nahmen 400 Sportler aus 42 Ländern an der Veranstaltung teil.

## Ergebnisse

### Männer
| Gewichtsklasse | Gold                 | Silber             | Bronze                                    |
| -------------- | -------------------- | ------------------ | ----------------------------------------- |
| – 60 kg        | Robert Mschwidobadse | Janislaw Gertschew | Francisco Garrigós Orxan Səfərov          |
| – 66 kg        | Georgii Zantaraia    | Adrian Gomboc      | Matej Poliak Nicat Şıxəlizadə             |
| – 73 kg        | Hidayat Heydarov     | Musa Moguschkow    | Tommy Macias Rustam Orujov                |
| – 81 kg        | Alan Chubezow        | Dominic Ressel     | Dominik Družeta Aslan Lappinagow          |
| – 90 kg        | Aleksandar Kukolj    | Axel Clerget       | Beka Ghwiniaschwili Chussein Chalmursajew |
| – 100 kg       | Elxan Məmmədov       | Cyrille Maret      | Kirill Denisov Kasbek Sankischijew        |
| + 100 kg       | Guram Tushishvili    | Adam Okruaschwili  | Lukáš Krpálek Roy Meyer                   |
| Team           | Georgien             | Russland           | Ungarn Ukraine                            |

### Frauen
| Gewichtsklasse | Gold              | Silber               | Bronze                                   |
| -------------- | ----------------- | -------------------- | ---------------------------------------- |
| – 48 kg        | Darja Bilodid     | Irina Dolgova        | Éva Csernoviczki Monica Ungureanu        |
| – 52 kg        | Majlinda Kelmendi | Alessja Kusnezowa    | Joana Ramos Evelyne Tschopp              |
| – 57 kg        | Priscilla Gneto   | Theresa Stoll        | Nora Gjakova Hélène Receveaux            |
| – 63 kg        | Tina Trstenjak    | Margaux Pinot        | Alice Schlesinger Kathrin Unterwurzacher |
| – 70 kg        | Sanne van Dijke   | Giovanna Scoccimarro | Marie-Ève Gahié Barbara Matić            |
| – 78 kg        | Audrey Tcheuméo   | Guusje Steenhuis     | Abigél Joó Natalie Powell                |
| + 78 kg        | Maryna Sluzkaja   | Svitlana Iaromka     | Carolin Weiß Larisa Cerić                |
| Team           | Frankreich        | Polen                | Deutschland Kroatien                     |

### Medaillenspiegel
Endstand 16 Wettbewerben
| Platz | Land                    | Gold | Silber | Bronze | Gesamt |
| ----- | ----------------------- | ---- | ------ | ------ | ------ |
| 1.    | Frankreich              | 3    | 3      | 2      | 8      |
| 2.    | Russland                | 2    | 4      | 4      | 10     |
| 3.    | Ukraine                 | 2    | 1      | 1      | 4      |
| 3.    | Georgien                | 2    | 1      | 1      | 4      |
| 5.    | Aserbaidschan           | 2    | 0      | 3      | 5      |
| 6.    | Niederlande             | 1    | 1      | 1      | 3      |
| 7.    | Slowenien               | 1    | 1      | 0      | 2      |
| 8.    | Kosovo                  | 1    | 0      | 1      | 2      |
| 9.    | Serbien                 | 1    | 0      | 0      | 1      |
| 9.    | Belarus                 | 1    | 0      | 0      | 1      |
| 11.   | Deutschland             | 0    | 3      | 2      | 5      |
| 12.   | Polen                   | 0    | 1      | 1      | 2      |
| 13.   | Bulgarien               | 0    | 1      | 0      | 1      |
| 14.   | Kroatien                | 0    | 0      | 3      | 3      |
| 14.   | Ungarn                  | 0    | 0      | 3      | 3      |
| 16.   | Vereinigtes Königreich  | 0    | 0      | 2      | 2      |
| 17.   | Österreich              | 0    | 0      | 1      | 1      |
| 17.   | Schweiz                 | 0    | 0      | 1      | 1      |
| 17.   | Spanien                 | 0    | 0      | 1      | 1      |
| 17.   | Slowakei                | 0    | 0      | 1      | 1      |
| 17.   | Schweden                | 0    | 0      | 1      | 1      |
| 17.   | Tschechien              | 0    | 0      | 1      | 1      |
| 17.   | Rumänien                | 0    | 0      | 1      | 1      |
| 17.   | Bosnien und Herzegowina | 0    | 0      | 1      | 1      |
|       | Total                   | 16   | 16     | 32     | 64     |

## Teilnehmer aus deutschsprachigen Staaten

### Deutschland

#### Männer
- Johannes Frey (– 100 kg)
- Philipp Galandi (– 100 kg)
- Sven Heinle (+ 100 kg)
- Benjamin Muennich (– 81 kg)
- Moritz Plafky (– 60 kg)
- Dominic Ressel (– 81 kg)
- Manuel Scheibel (– 66 kg)
- Eduard Trippel (– 90 kg)
- Anthony Zingg (– 73 kg)

#### Frauen
- Nadja Bazynski (– 63 kg)
- Kristin Büssow (+ 78 kg)
- Sappho Çoban (– 57 kg)
- Szaundra Diedrich (– 70 kg)
- Giovanna Scoccimarro (– 70 kg)
- Theresa Stoll (– 57 kg)
- Martyna Trajdos (– 63 kg)
- Anna Maria Wagner (– 78 kg)
- Carolin Weiß (+ 78 kg)

### Österreich

#### Männer
- Daniel Allerstorfer (+ 100 kg)
- Aaron Fara (- 100 kg)
- Stephan Hegyi (+ 100 kg)
- Christoph Kronberger (- 100 kg)
- Johannes Pacher (- 90 kg)
- Lukas Reiter (- 73 kg)
- Andreas Tiefgraber (- 66 kg)
- Christopher Wagner (- 73 kg)

#### Frauen
- Magdalena Krssakova (- 63 kg)
- Michaela Polleres (- 70 kg)
- Kathrin Unterwurzacher (- 63 kg)

### Schweiz

#### Männer
- Ciril Grossklaus (– 90 kg)
- Tobias Meier (– 90 kg)

#### Frauen
- Evelyne Tschopp (– 52 kg)